# (2260) Neoptolemus
(2260) Neoptolemus ist ein Asteroid aus der Gruppe der Jupiter-Trojaner. Damit werden Asteroiden bezeichnet, die auf den Lagrange-Punkten auf der Bahn des Jupiter um die Sonne laufen. (2260) Neoptolemus wurde am 26. November 1975 am Purple-Mountain-Observatorium entdeckt.
Benannt wurde der Asteroid nach Neoptolemos, einem griechischen Krieger aus der griechischen Mythologie.